# 劉権
劉 権（りゅう けん、生没年不詳）は、中国の隋の政治家・軍人。字は世略。本貫は彭城郡豊県。北斉の羅州刺史の劉軌の孫。

## 経歴
はじめ羅州主簿となり、北斉に仕えて、奉朝請・行台郎中をつとめた。北斉が滅ぶと、北周の武帝に仕えて仮の淮州刺史となった。
581年、隋が建国されると、車騎将軍として郷兵を領した。後に晋王楊広の下で南朝陳を討ち、功績により開府儀同三司の位を受けた。宋国公賀若弼に礼遇された。592年、蘇州刺史に任ぜられ、宗城県公の爵位を受けた。江南は平定されたばかりで、蘇州の民情は騒然としていたが、劉権は穏健な統治で、治安を安定させた。
604年、煬帝（楊広）が即位すると、劉権は衛尉卿に任ぜられ、位は銀青光禄大夫に進んだ。609年、煬帝の下で吐谷渾を討ち、劉権は軍を率いて伊吾道を進み、敵と遭遇してこれを撃破した。青海に入り、勝利に乗じて伏俟城に進んだ。煬帝の命を受けて、劉権は曼頭・赤水の地に河源郡と積石鎮を置き、屯田を開き、隋の西境に留まった。西辺にあること5年、羌族たちと親しみ、貢賦は納められるようになり、吐谷渾の残党は遠方に逃亡して、交通は安全となった。召還されて司農卿となり、金紫光禄大夫の位を加えられた。
まもなく南海太守となった。鄱陽まで到着したが、叛乱勢力にはばまれて進めなくなり、兵を集めて乱を討つこととなった。劉権は兵を率いて敵と遭遇しても、戦おうとせず、単身で敵陣に乗り込んで利害を説いた。叛乱勢力も感心して、いっとき隋に降った。煬帝はこのことを賞賛した。劉権が南海郡に赴任すると、治績を挙げた。数年後、叛乱が続発して、しばしば南海郡も攻撃を受けた。南海郡の豪族たちは劉権を推挙して首領に立てようとしたが、劉権は固辞しつづけた。子の劉世徹も挙兵を勧めたが、劉権はその使者を斬り、隋に叛くことはついになかった。在官のまま死去した。享年は70。

## 伝記資料
- 『隋書』巻六十三 列伝第二十八
- 『北史』巻七十六 列伝第六十四